# Izabella Dziarska
Izabella Dziarska (ur. 7 maja 1956 w Poniatowej) – polska aktorka.
Jest matką aktorki Sary Müldner.

## Filmografia
- 1970: Pierścień księżnej Anny jako (dwie role: Grażyna, dwórka księżnej Anny, archeolog Maryśka)
- 1971: 150 na godzinę jako dziewczyna w zakładzie fotograficznym
- 1972: Chłopi jako dziewczyna z Lipiec
- 1973: Czarne chmury jako karczmarka (odc. 1)
- 1973: Chłopi jako dziewczyna bawiąca się wraz z kolędnikami
- 1974: Zaczarowane podwórko jako studentka
- 1976: Zagrożenie jako urzędniczka Urzędu Imigracyjnego
- 1976: Daleko od szosy jako sklepowa (odc. 2)
- 1977: Sam na sam jako Majka
- 1977: Polskie drogi jako manicurzystka Mirka, koleżanka Basi Białasówny (odc. 9)
- 1977: Pani Bovary to ja jako hostessa PKP
- 1977: Noce i dnie jako Ania Niechcicówna, córka Hipolita Niechcica (odc. 4)
- 1978: Życie na gorąco jako siostra Marii Globner (odc. 1)
- 1979: Skradziona kolekcja jako Joanna Chmielewska
- 1981: Zapach psiej sierści jako Heidi
- 2001: M jak miłość jako pani Krysia, sąsiadka Marty (odc. 27 i 28)
- 2002–2003: Na dobre i na złe jako pacjentka (odc. 125 i 134)
- 2002: Chopin. Pragnienie miłości jako służąca George Sand na Majorce
- 2005: Lokatorzy jako pani Janina (odc. 215)

## Polski dubbing
- 2002: Kopciuszek II: Spełnione marzenia
- 2000: Cicha noc
- 1999–2000: Rodzina piratów – Maria Rosa (odc. 1-26)
- 1998–1999: Podróże z Aleksandrem i Emilią – Petra (odc. 9)
- 1998: Pippi
- 1997–1999: Krowa i Kurczak
- 1997: Pippi Langstrumpf – Annika
- 1996–2003: Laboratorium Dextera
- 1996: Goofy na wakacjach – mała dziewczynka
- 1995–2001: Mały Miś
- 1995–1998: Gęsia skórka – pani Wakely (odc. 47)
- 1995–1996: Maska
- 1995: Rob Roy
- 1994–1995: Sylvan – czarownica
- 1993–1998: Animaniacy –
  - córka starszej pani (odc. 20c),
  - kobieta kupująca hot-doga i 3 oranżady (odc. 23c)
- 1993–1997: Wesoły świat Richarda Scarry’ego
- 1993–1995: Przygody Bystrego Billa
- 1993–1995: Dwa głupie pieski
- 1993–1994: Opowieści taty bobra
- 1991: Powrót króla rock and „rulla”
- 1991: Amerykańska opowieść. Fievel jedzie na Zachód
- 1990–1993: Szczenięce lata Toma i Jerry’ego – Kicia (odc. 29c)
- 1992–1999: Noddy –
  - goblin Chytrus,
  - pani Straw
- 1990–1991: Muminki – 
  - Topcia,
  - Ponker
- 1990: Tajemnica zaginionej skarbonki – Teodor Seville
- 1990: Piotruś Pan i piraci – Frezja
- 1989–1991: Babar –
  - jeden z dzieciaków (odc. 13),
  - Morris Lwowski (odc. 15)
- 1989–1991: Chip i Dale: Brygada RR
- 1988–2001: Nowe przygody Madeline
- 1988–1991: Nowe przygody Kubusia Puchatka – mały Hefalump
- 1987–1990: Kacze opowieści
- 1987: Diplodo – Piotr
- 1987: Leśna rodzina
- 1984–1986: Wesoła siódemka – bóbr Bingo
- 1981–1990: Smerfy – Gapik

## Dialogi polskie
- 1992–1997: Kot Ik! (odc. 6, 17–19)

## Reżyser dubbingu
- 1998–2000: Sklep Noddy’ego
- 1994–1998: Spider-Man
- 1994–1995: Sylvan (odc. 2, 6-8)
- 1993–1996: Bodzio – mały helikopter (odc. 27-30)